# Tréguier
Tréguier (tiếng Breton: Landreger) là một port town in the Côtes-d'Armor department in Bretagne in northwestern Pháp. It is the capital of the province of Trégor.

## Dân số
Người dân ở Tréguier được gọi là Trécorrois.

## Tham khảo

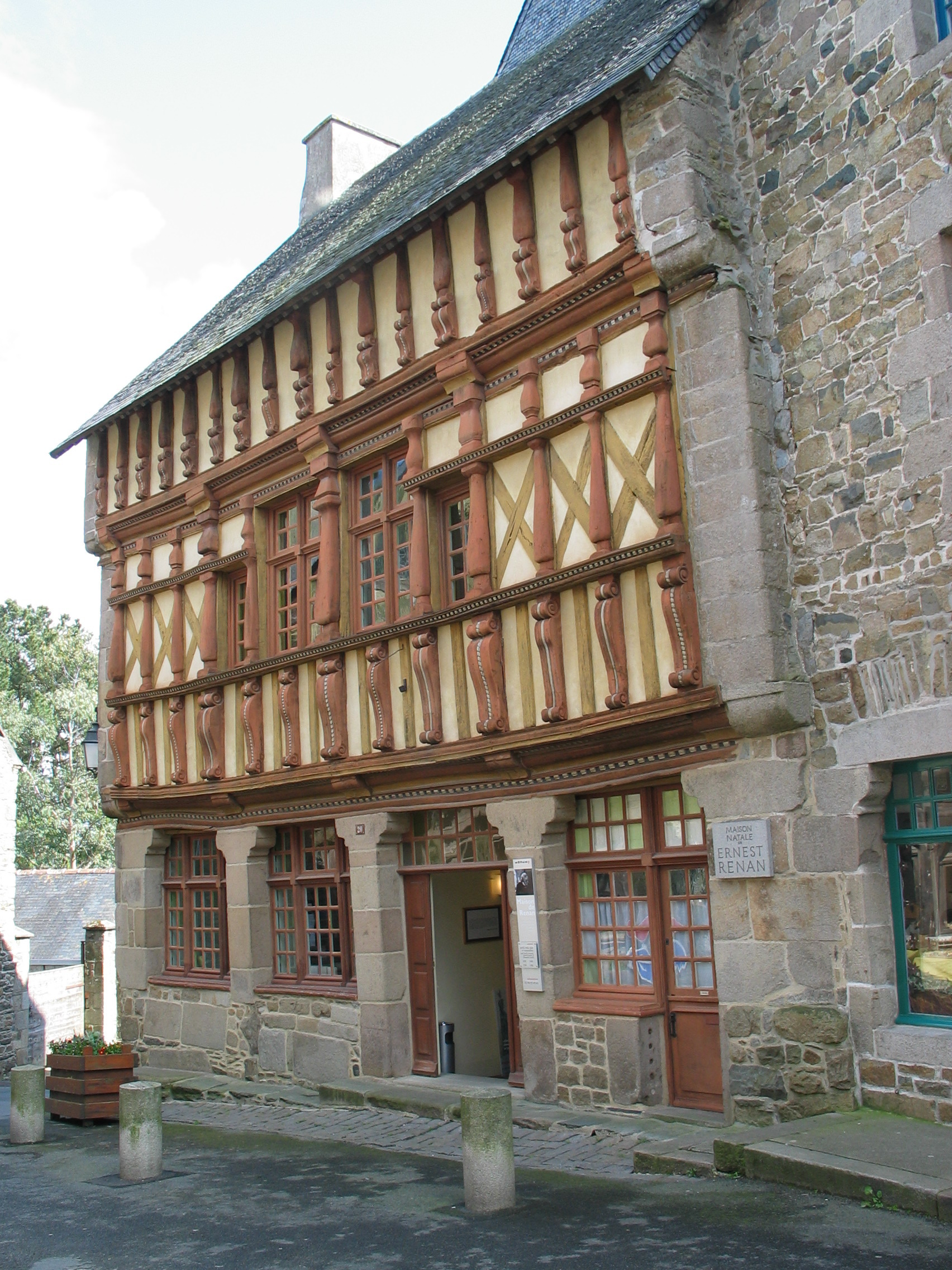
Renan birthplace museum
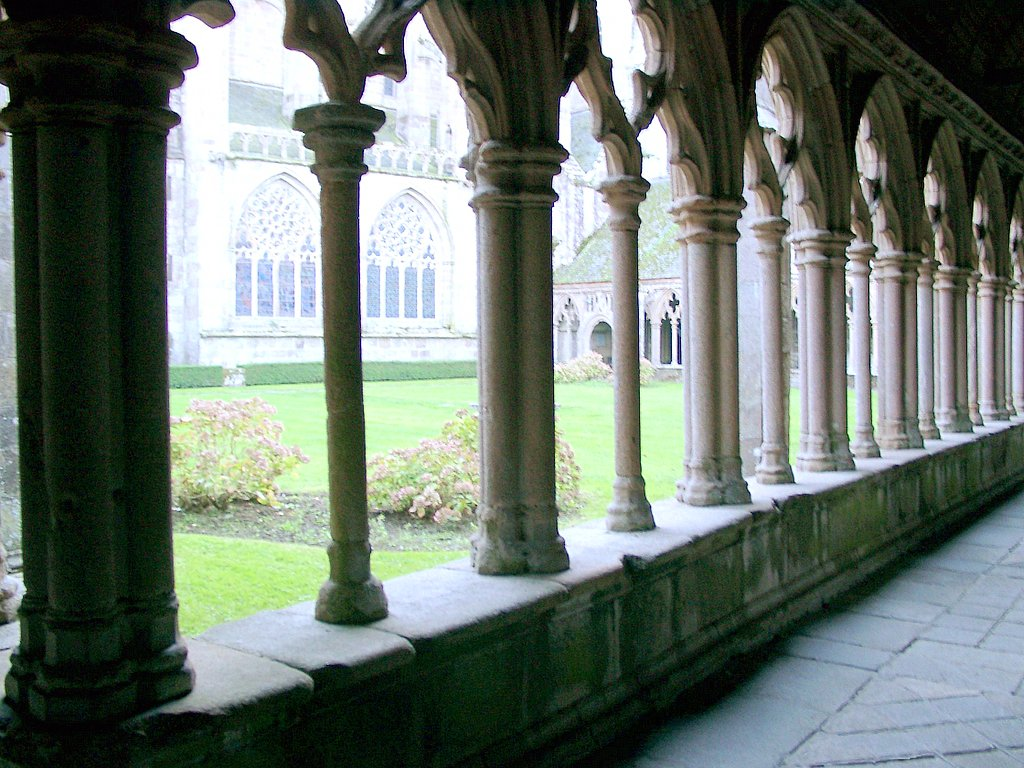
Cloister of St Tugdual's cathedral
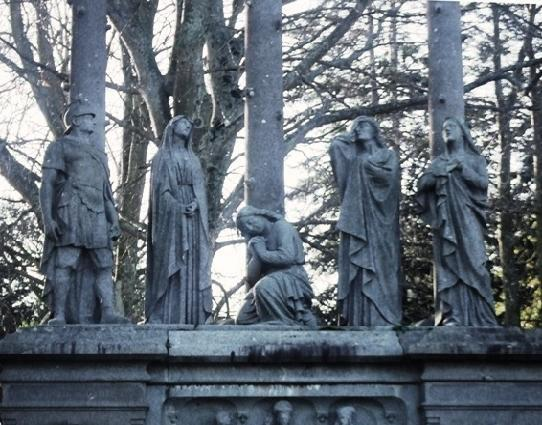
The Calvary of Protest by Yves Hernot, created to protest the statue of Renan]]